# Валпорт, Мегон
Ме́гон Ва́лпорт (нидерл. Meghon Valpoort; род. 31 июля 2000, Делфт, Нидерланды) — кюрасавский футболист, нападающий.

## Карьера
Играл в молодёжных командах «Схевенингена», «Форум Спорт» и «Алмере Сити». В июле 2021 года стал свободным агентом.
Зимой 2022 года подписал контракт с мальтийским клубом «Санта-Лучия». В мальтийской Премьер-лиге дебютировал против клуба «Гудья Юнайтед». В Кубке Мальты дебютировал в матче второго круга против «Сиренс». «Санта-Лучия» выиграла 4:1, Мегон забил 2 мяча.